# Chloroclystis inexplicata
Chloroclystis inexplicata là một loài bướm đêm trong họ Geometridae.